# Nationalist Party (Ghana)
Die Nationalist Party (NP) war eine politische Partei der ehemaligen britischen Kolonie Goldküste, dem heutigen Ghana. 

## Entwicklung
Gegründet wurde die Partei durch Emmanuel Obetsebi-Lamptey im Jahr 1954, der aus der Ghana Congress Party nach dem Zerwürfnis mit Kofi Abrefa Busia ausgeschieden war.
Die Nationalist Party hatte einen lokalen Schwerpunkt in Accra.
Beide Parteien konnten sich nach der Spaltung nicht gegen die politische Vorherrschaft der Convention People’s Party (CPP) von Kwame Nkrumah, dem späteren ersten Präsidenten Ghanas, durchsetzen und an politische Macht erringen.